# Knobel
Knobel – miasto w Stanach Zjednoczonych, w stanie Arkansas, w hrabstwie Clay.